# 매장 (수학)
미분기하학에서 매장(埋藏, 영어: embedding) 또는 묻기는 그 상이 정의역과 위상동형인 단사 몰입이다.

## 정의

### 위상 공간의 매장
위상 공간 {\displaystyle X}, {\displaystyle Y} 사이의 매장 {\displaystyle \iota \colon X\to Y}은 다음과 같은 연속 함수이다.
- {\displaystyle \iota }는 {\displaystyle X}와 부분공간 위상을 부여한 상 {\displaystyle \iota (X)} 사이의 위상동형사상이다.

### 매끄러운 매장
{\displaystyle M}과 {\displaystyle N}이 매끄러운 다양체라고 하자. {\displaystyle M}의 {\displaystyle N} 속의 매끄러운 매장(영어: smooth embedding)은 다음 성질을 만족하는 함수 {\displaystyle \iota \colon M\to N}이다.
- {\displaystyle \iota }는 위상 공간 사이의 매장이다.
- {\displaystyle \iota }는 몰입이다.

### 등거리 매장
{\displaystyle (M,g_{M})}과 {\displaystyle (N,g_{N})}이 리만 다양체라고 하자. {\displaystyle M}의 {\displaystyle N} 속의 등거리 매장(等거리埋藏, 영어: isometric embedding)은 다음과 같은 함수 {\displaystyle \iota \colon M\to N}이다.
- {\displaystyle \iota }는 매끄러운 매장이다.
- {\displaystyle \iota ^{*}g_{N}=g_{M}}이다. 여기서 {\displaystyle \iota ^{*}}는 당김이다.

## 성질
모든 {\displaystyle n}차원의 다양체는 {\displaystyle 2n}차원 유클리드 공간에 매끄럽게 매장할 수 있다. 이를 휘트니 매장 정리(Whitney embedding theorem)라고 한다.

## 같이 보기
- 몰입